# A Arte Brasileira (livro)
Referência para compreender o desenvolvimento da arte no Brasil, o livro A Arte Brasileira foi publicado pelo jornalista e crítico de arte, Gonzaga Duque (Rio de Janeiro, 21 de junho de 1863 — Rio de Janeiro, 29 de setembro de 1911), em 1888. Na tentativa de identificar as condições e o desenvolvimento da arte brasileira, a publicação é construída em cima de uma crítica sobre a produção artística do século XIX. Para isso, o escritor realiza um balanço em cima da produção como pintura, escultura e decoração desde a época colonial.

## Contexto histórico
A vinda da Família Real para o Brasil, em 1888, acabou por dar novos rumos à arte brasileira. D João VI trouxe a corte para o Rio de Janeiro, e, admirador das artes, trouxe da França um grupo de artistas para registrar e documentar a paisagem natural e ensinar técnicas de pintura e arquitetura no país. Chefiada por Lebreton, os franceses chegaram em 1816, ano em que o representante criou a Escola Real de Ciências, Artes e Ofícios.
Marcando o início da Academia de Belas-Artes, ela foi inaugurada somente em 1826, dez anos após a chegada dos artistas. Apesar de não ser comprovado o real motivo da colônia francesa ao país, alguns nomes importantes estavam entre pintores paisagistas e pintores históricos.
Com a proclamação da Républica e as novas tecnologias impactando o cotidiano, as reformas urbanistas faziam parte do processo de regeneração da imagem do Brasil no exterior. Tentando tornar o Rio de Janeiro receptivo não apenas para os cidadãos, mas para as próprias mercadorias que chegavam no porto a partir de modernos navios. Todas essas mudanças foram acompanhadas por Gonzaga Duque em suas obras, até então de maneira entusiasta e positiva.
Junto às transformações de um novo e moderno Rio de Janeiro, a produção e o ensinamento das artes começou a seguir uma lógica de produção diferente. O novo mercado permitia que um artista saísse de seu atelier e ingresasse na Academia, processo realizado a partir de concursos.

## O autor
Nascido na cidade do Rio de Janeiro, 21 de junho de 1863, Gonzaga Duque foi um crítico de arte profissional e autor da primeira exposição sobre arte no Brasil ao publicar A Arte Brasilera, no auge de seus vinte e cinco anos.

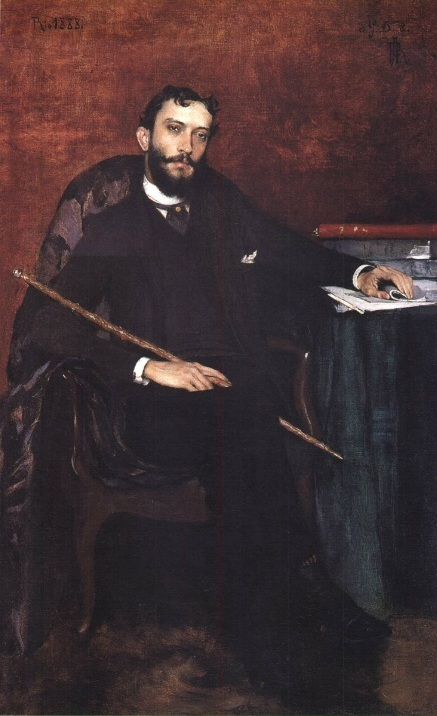
Retrato de Gonzaga Duque (Rio de Janeiro, 21 de junho de 1863 — Rio de Janeiro, 29 de setembro de 1911)

Sem seguir ensinos superiores, Gonzaga Duque ingressou no Colégio Abílio, um dos mais importantes da cidade, e mais tarde transferiu-se para o Colégio Meneses Vieira. Terminou o curso secundário no Colégio Paixão, em Petrópolis.
Após os estudos básicos, Gonzaga Duque entrou para o jornalismo literário e teve sua estreia ao fundar, em 1880, a revista Guanabara, com apenas dezessete anos de idade. Mais tarde, colaborou para a fundação de outras revistas, como a Galáxia, a Rio Revista, o O Mércurio e a Fon-Fon.
Na imprensa, escreveu sob vários pseudônimos, entre eles, J. Meirinho, Amadeu,  Diabo Coxo, Barrabás-Brentano, André Rezende e Risonho.
Presente no meio artístico do Rio de Janeiro, foi retratado por inúmeros artistas, como Eliseu Visconti (1866 — 1944), Belmiro de Almeida (1858 — 1935) e Presciliano Silva (1883 — 1965).
Além da obra A Arte Brasileira, que permanece até os dias atuais como referência aos estudiosos da História da Arte, suas obras não sobreviveram às críticas e ao tempo. Gonzaga Duque sofreu com inúmeros problemas de saúde, e no dia 8 de março de 1911 faleceu em decorrência de um infarto.

## O livro A Arte Brasileira
Publicado em 1888, o livro teve três edições e apresenta um panorama da pintura e da escultura desde os tempos coloniais até a década de 80, do século XIX. A primeira edição foi crivada por erros, a segunda foi formatada pelo professor Dr. Tadeu Chiarelli, e a terceira foi . disponibizada na internet pelo professor Carlos Maciel Lévy.
Tratando-se de uma apresentação do desenvolvimento das artes plásticas no Brasil, o livro expõe uma resposta pessimista e crítica sobre sua formação no país.

### Resumo
Ao analisar a arte brasileira desde suas primeiras manifestações, em A Arte Brasileira, o autor divide a história em três períodos, sendo eles Manifestação, Movimento e Progresso. A partir do desenvolvimento da Academia de Belas-Artes, ele crítica uma arte baseada nas técnicas acadêmicas e acredita que o artista precisa se desvencilhar dos mestres para alcançar um estilo próprio e conseguir tranpassar uma interpretação das coisas.
Uma das principais deficiências encontradas por Gonzaga Duque é a falta de nacionalidade e patriotismo por parte dos artistas brasileiros. Acreditando que a influência estrangeira era exagerada e inviabilizava uma escola nacional, ele teve cuidado em compreender e analisar a arte no início da República e sua relação com a busca pela modernização da cidade.
A avaliação de Gonzaga Duque começa logo com a colonização do Brasil e a escravização do índio e do negro. Feita por uma população heterogênea, a sociedade resultou em uma mistura de condições nas quais não havia um meio para proporcionar bons frutos e uma produção artística de boa qualidade.
Preocupado com a formação do artista no Brasil, o autor criticava principalmente o cultivo às referências europeias e realçava a própria formação da cidade do Rio de Janeiro, calcada pela moda europeia. O desenvolvimento do mercado promovia a maior independência dos artistas e seu afastamento da igreja e senhores de terra. Assim, ele passa a servir à Academia e ao negócio. O problema está, de acordo com Duque, em um ensino arcaico, e calcado na cópia e na representação de assuntos clássicos.
No livro, o escritor afirma que falta espírito e reflexão para produzir-se uma arte com pensamento e distanciada das alegorias tradicionais da nacionalidade. Ele queria que a arte do Brasil retratasse um país burguês e urbano. Seu conceito de modernidade segue diferentes ideias e não está relacionado com as vanguardas modenistas, essas que trazem, de acordo com ele, um novo que não consegue ser revelado pela produção poética e explode com um nacionalismo ligado a valores circunstanciais.
Para Gonzaga Duque, fazer nascer uma arte não é apenas a partir do movimento e da realidade, mas de algo que realmente a movimente, dando-lhe uma produção de sentido.

#### Manifestação
O primeiro capítulo da divisão do livro, de 1695 até 1816, Manifestação representou a arte como produto da fé religiosa e compreendeu o final do século e a chegada da colônia francesa, em 1816. É nesse período que ocorre a fundação da Academia de Belas-Artes.
Para construir e retratar o quadro da sociedade, Duque utiliza textos de Joaquim Pedro de Oliveira Martins (1845 — 1894), um historiador português, e faz referências ao poeta Gonçalves Dias (1823 — 1864).

#### Movimento
De 1830 a 1870, Gonzaga Duque retratou a chegada da colônia francesa e os estrangeiros que passaram pelo país, como os artistas Félix-Émile Taunay (1795 – 1881), August Muller (1815 — 1883) e François Auguste Biard (1798 — 1882). Além de indicar suas devidas personalidades e caracterizações, também apontou as contribuições de cada um na arte brasileira.
Até esse período, a arte ainda não possuía expressão e não representava nenhum sentimento.

#### Progresso
Em um momento no qual a arte oscilava em várias estéticas, Gonzaga Duque, em Progresso, comenta inúmeros artistas e suas ações. Tratando os artistas que circulavam na cidade, incluindo os próprios alunos da Academia, ele ressaltou a importância de dois nomes da cena artística, Pedro Américo (1843 — 1905) e Vitor Meirelles (1832 — 1903).
O primeiro, Pedro Américo, foi o artista que mais recebeu atenção e Gonzaga Duque buscou cuidadosamente destacar seu trabalho, seu desenvolvimento e sua autonomia em relação às regras acadêmicas. O autor elogiou seu brilhantismo e apesar de algumas críticas, revelou simpatia pelo artista.
Já Meirelles, visto como um artista convencional, foi apresentado por seus ascpetos físicos e pessoais, além de ser categorizado por Duque como um artista mediano e incapaz de se livrar das regras impostas pela Academia.
Enquanto isso, outros artistas também são citado e vistos por Gonzaga Duque, como é o caso de Almeida Junior (1850 — 1899) Georg Grimm (1846 — 1887), Castagneto (1851 — 1900) e Henrique Bernadelli (1858 — 1936).
Junior é visto pelo escritor como um artista original e com uma comprenssão nítida e moderna da arte. Grimm foi citado como uma pessoa que tem talento, mas possui pouca sensibilidade pela pintura paisagista. Já Castagneto foi retratado por um artista com sensibilidade e amor pela representação marinha, o que o destacava.
Por último, Bernardelli foi caracterizado como um artista dotado de sentimento artístico, e possuidor de uma obra vigorosa e original. Estudante na Itália, o escritou destacou a importância que o meio teve para o desenvolvimento das obras do pintor. Na opinião do crítico, suas obras eram grandiosas, inovadoras e independentes.

## Linguagem
Característica do simbolismo, Gonzaga Duque trabalha com uma linguagem minuciosa e simbólica. Entre as principais figuras de linguagem encontradas em seu texto, estão as sinestesias, aliterações e assonâncias, usadas na tentativa de construir uma linguagem que possa sugerir ao invez de descrever.
A musicalidade encontrada nas combinações de palavras e nas construções das orações, auxiliam o escritor a descrever pessoas e lugares por meio de sugestões e ideias que o narrador deixa para o próprio leitor localizar após acabar a história.
Aproximando-se do romantismo ao tentar fugir de um mundo físico que não satisaz, o poeta simbolista sente-se desconfortável por conta de uma frustração causada pelo avanço tecnológico e pela era realista. Além de produzir uma crítica à modernidade, também escreve com emoção as impressões que recebe da tela e usa as figuras de linguagem para descreves imagens. Assim, cheia de sensações, as paisagens dela tornam-se vivas.